# Fujikoshi
K.K. Fujikoshi (jap. 株式会社不二越, Kabushiki kaisha Fujikoshi, engl. Nachi-Fujikoshi Corporation) ist ein japanischer Maschinenbaukonzern und Automobilzulieferer. Fujikoshi stellt eine Vielzahl von Produkten her, darunter Räummaschinen (siehe Räumnadel), Bohrer, Roboter, Kugellager sowie Ventile und Pumpen für Kfz-Hydraulik. Zum Konzern gehören 22 in- und 28 ausländische Unternehmen.
Die Produkte werden unter der Marke Nachi vertrieben, nach dem Schweren Kreuzer Nachi, auf dem Tennō Hirohito 1929 zu einer Industrieausstellung, bei der auch ein Metallsäge-Blatt von Fujikoshi vorgestellt wurde, anreiste.